# Cir Kis
Pour les articles homonymes, voir Cir et Kis.
Cir Kis est un jeu de société créé par Philip Orbanes (en) en 2009 et édité par Winning Moves.
Pour 2 à 4 joueurs, à partir de 8 ans pour 15 à 30 minutes.
Il a reçu le Grand Prix du Jouet 2009 dans la catégorie jeux de réflexion. Les pièces et le plan de jeu sont basés sur les pavages de Pensrose

## Contenu
Le jeu se pratique sur un tablier de jeu circulaire, qui contient les pistes de score et le rangement pour les quatre ensembles de pièces de jeu.
Il y a au total 80 pièces réparties en 4 ensembles identiques pourpre, rouge, vert et jaune. 

## But du jeu
Être le premier à marquer 40 points.

## Règle du jeu
Le premier joueur doit placer une pièce à l'intérieur du cercle central ou le touchant.
Puis, chaque nouvelle pièce jouée doit toucher la pièce précédente.
À son tour, le joueur doit donc placer une de ses pièces, qu'il choisit librement, en touchant par un bord ou un angle la pièce qui vient juste d'être jouée par le joueur précédent.
Les joueurs marquent des points en créant des cercles et des étoiles. Si un joueur a la majorité des 5 portions dans un cercle ou une étoile, il marque 10 points.
Une prime de 5 points est attribuée au joueur qui termine la figure, s'il n'est pas déjà majoritaire dans celle-ci.
Un joueur peut gagner un tour supplémentaire, en rejouant n'importe où sur le plan de jeu, dans les trois cas suivants :
1. s'il termine l'étoile centrale ;
2. s'il est le premier joueur à utiliser sa pièce spéciale de bord ou sliver ;
3. s'il place une pièce complètement entourée qui ne laisse aucune possibilité de jouer aux autres joueurs.

## Stratégie
- Chaque joueur a exactement les mêmes pièces. Il y a de grandes pièces qui couvrent 3 portions d'un cercle. Si un joueur a la chance de les poser, il a la majorité immédiate et marquera 10 points quand le cercle sera terminé. Il n'y a aucune pièce permettant de couvrir 3 segments dans une étoile.
- Les plus petits morceaux comme la fléchette et le cerf-volant s'avèreront très utiles plus tard dans le jeu, en essayant de se tirer de situations encombrées.
- Les tours supplémentaires gratuits peuvent être décisifs, mais en cas d'égalité, le vainqueur est le joueur à qui il reste le plus de pièces. Cela signifie qu'il faut avoir joué moins souvent qu'un autre joueur qui atteint lui aussi les 40 points.

## Récompense
- Grand Prix du Jouet in France